# Liste der syrischen Botschafter beim Heiligen Stuhl
Die folgende Liste führt die Botschafter der Arabischen Republik Syrien beim Heiligen Stuhl seit 1958 auf.
| Ernannt / Akkreditiert | Name                  | Bemerkung | ernannt von           | akkreditiert bei  | Posten verlassen |
| ---------------------- | --------------------- | --- | --------------------- | ----------------- | ---------------- |
| 28. Juni 1953          | Anouar Hatem          | Gesandter, Anwar Hatem auch Anwar Hitim (* 1911 in Aleppo), Poet, Schriftsteller, besuchte das Collège de Terre-Sainte in Aleppo und studierte an der Sorbonne und der Académie Française, 1943–1953: Generalsekretär des syrischen Ministerrats, 1952–1953: Generalinspekteur der syrischen Auslandsvertretungen. Botschafter in Mexiko, Wien, Bern und Genf. | Adib asch-Schischakli | Pius XII.         | 1958             |
| 1961                   | Anouar Hatem          | | Maamun al-Kuzbari     | Johannes XXIII.   | 1964             |
| 1965                   | Sabet Aris            | 1948: Sekretär der Botschaft in Paris, 19. April 1958: Botschafter der Vereinigten Arabischen Republik in Belgrad, 27. Mai 1965: Botschafter in Budapest, 1969: Botschafter in Prag. | Amin al-Hafez         | Paul VI.          | 1966             |
| 1966                   | Samouhi Fokeladeh     | 1954–1955: Botschafter in Paris, 1966: Zeremonienmeister | Nureddin al-Atassi    | Paul VI.          | 1968             |
| 27. Nov. 1969          | Abdel-Fattah Al-Bochi | | Nureddin al-Atassi    | Paul VI.          | 1970             |
| 5. Aug. 1971           | Nach’at Al-Husseini   | | Hafiz al-Assad        | Paul VI.          | 1973             |
| 1973                   | Sami Al Droubi        | 1966: Botschafter in Algier, 1970: Botschafter in Kairo. | Hafiz al-Assad        | Paul VI.          | 1975             |
| 1975                   | Fayez Saayed          | Geschäftsträger | Hafiz al-Assad        | Paul VI.          | 1977             |
| 1977                   | Dia Allah El-Fattal   | 1981–1986 ständiger Vertreter der syrischen Regierung beim UN-Hauptquartier. | Hafiz al-Assad        | Paul VI.          | 1982             |
| 1982                   | Adib Daoudy           | (* 1924) | Hafiz al-Assad        | Johannes Paul II. | 1987             |
| 1. Apr. 1989           | Hunain Hatem          | 1980: Botschafter in Madrid, 15. August 1989: Botschafter in Paris | Hafiz al-Assad        | Johannes Paul II. | 1993             |
| 1993                   | Nawaf Kret            | Geschäftsträger | Hafiz al-Assad        | Johannes Paul II. | 1997             |
| 24. Apr. 1997          | Elias Najmeh          | studierte an der al-Schibani-Schule | Hafiz al-Assad        | Johannes Paul II. | 2002             |
| 2002                   | Fatima Ghada Talas    | Geschäftsträgerin | Baschar al-Assad      | Johannes Paul II. | 2003             |
| 2003                   | Siba Nasser           | Botschafterin | Baschar al-Assad      | Johannes Paul II. | 2006             |
| 2006                   | Makram Obeid          | | Baschar al-Assad      | Benedikt XVI.     | 2009             |
| 9. Juni 2011           | Hussan Edin Aala      | [ 4 ] | Baschar al-Assad      | Benedikt XVI.     |                  |